# North Barrington
North Barrington és una vila dels Estats Units a l'estat d'Illinois. Segons el cens del 2000 tenia 2.918 habitants.

## Demografia
Segons el cens del 2000, North Barrington tenia 2.918 habitants, 1.003 habitatges, i 887 famílies. La densitat de població era de 256,6 habitants/km².
Dels 1.003 habitatges en un 40,2% hi vivien nens de menys de 18 anys, en un 83,9% hi vivien parelles casades, en un 2,8% dones solteres, i en un 11,5% no eren unitats familiars. En el 9,2% dels habitatges hi vivien persones soles el 3,1% de les quals corresponia a persones de 65 anys o més que vivien soles. El nombre mitjà de persones vivint en cada habitatge era de 2,91 i el nombre mitjà de persones que vivien en cada família era de 3,1.
Per edats la població es repartia de la següent manera: un 28,6% tenia menys de 18 anys, un 3,8% entre 18 i 24, un 22,1% entre 25 i 44, un 36,6% de 45 a 60 i un 8,8% 65 anys o més.
L'edat mediana era de 43 anys. Per cada 100 dones de 18 o més anys hi havia 98,2 homes.
Entorn del 2,2% de les famílies i el 2,8% de la població estaven per davall del llindar de pobresa.

## Poblacions properes
El següent diagrama mostra les poblacions més properes.